# Ivan Gošnjak
Ivan Gošnjak (Ogulin, 10. lipnja 1909. – Beograd, 9. veljače 1980.) bio je španjolski borac, partizanski zapovjednik i general Jugoslavenske narodne armije. Bivši savezni ministar obrane od 1953. do 1967. godine.
Kao zamjenik zapovjednika Glavnog štaba Hrvatske, sudjelovao u odluci da u rujnu 1943. godine partizani spale veliko hrvatsko selo Zrin.

## Životopis
Ivan Gošnjak rodio se u Ogulinu 1909. godine. U Sisku je završio stolarski zanat. Član je KPJ od 1933. godine. Od godine 1935. do godine 1937. školovao se u Moskvi u Lenjinskoj partijskoj školi a od 1937. godine do 1939. godine sudjelovao je u Španjolskom građanskom ratu i u Internacionalnim brigadama postiže čin kapetana. Od veljače 1939. godine do studenog 1941. bio je interniran u logorima u Francuskoj. Početkom 1942. godine bježi iz logora i preko Njemačke stiže u Hrvatsku, u Gorski kotar, gdje se uključuje u Narodnooslobodilački pokret i to u Glavni štab Hrvatske i postaje zamjenikom komadanta štaba. Zatim je zapovjednik I. hrvatskog korpusa i komadant Glavnog štaba Hrvatske. Pod kraj rata imenovan je zapovjednikom II. armije što ostaje i poslije Drugog svjetskog rata (1945. – 1948.). Zatim je načelnik Personalne uprave JNA, istodobno prvi pomoćnik saveznog ministra obrane, njegov zamjenik (1948. – 1953.), član SIV-a (1950. – 1953.) te savezni ministar obrane (1953. – 1967.). Bio je zamjenik vrhovnoga zapovjednika Oružanih snaga SFRJ u činu generala armije. Također je bio zastupnik u Narodnoj skupštini FNRJ i član CK KPJ. Umirovljen je 1974. godine s činom generala armije JNA .